# إغناثيو رودريغيز غالفان
إغناثيو رودريغيز غالفان (بالإسبانية: Ignacio Rodríguez Galván)‏ هو كاتب مسرحي وكاتب وشاعر مكسيكي، ولد في 22 مارس 1816 في Tizayuca ‏ في المكسيك، وتوفي في 25 يوليو 1842 في هافانا في كوبا بسبب حمى صفراء.